# Атракурия безилат
Атракурия безилат (Атракурий, Атракуриум, Тракриум) — недеполяризующий миорелаксант средней продолжительности действия. Применяется с целью расслабления скелетных мышц на протяжении хирургических операций. Применение препарата преследует три цели: облегчение интубации трахеи, создание оптимальных условий для принудительных режимов вентиляции лёгких и работы хирурга (полная неподвижность пациента). Это синтетическое бисчетвертичное аммониевое соединение, производное бензилизохинолина.

## Фармакодинамика
По характеру действия близок к другим препаратам этой группы. Оказывает быстрое, легко обратимое мышечно-релаксирующее действие. Обладает малой способностью к кумуляции.
После внутривенного введения в дозе 0,5—0,6 мг/кг в течение 90 секунд создаётся возможность для интубации. В дозе 0,3—0,6 мг/кг вызывает мышечную релаксацию продолжительностью 15—35 мин. Дополнительные дозы от 0,1 до 0,2 мг/кг продлевают релаксацию на 15—35 мин. Препарат можно вводить также в виде инфузии со скоростью 0,005—0,01 мг/кг в минуту.
Действие препарата снимается введением прозерина (с атропином) или других антихолинэстеразных препаратов.

## Фармакокинетика
Атракурий метаболизируется за счёт двух механизмов: элиминирование по Гофману и гидролиз сложноэфирных групп неспецифическими эстеразами. Элиминирование по Гофману — самопроизвольный неферментативный химический процесс, кинетика которого зависит от pH и температуры тела. Увеличение pH и температуры способствует протеканию разрушения атракурия по этому механизму. Атракурий метаболизируется интенсивно, поэтому его фармакокинетика не зависит от состояния почек и печени. При этом образуется метаболиты: лауданозин, акрилаты, спирты и кислоты. Лауданозин метаболизируется печенью и выводится с мочой и жёлчью. Также этот метаболит способен проникать через гемато-энцефалический барьер и оказывать стимулирующее действие на головной мозг, однако это может быть значимо только при чрезмерно высоких дозах атракурия или при печёночной недостаточности. В неизменённом виде выводится почками около 10 % атракурия.
Обычно введение препарата хорошо переносится, изменений со стороны сердечно-сосудистой системы не наблюдается. В связи с возможностью высвобождения гистамина могут наблюдаться небольшая гиперемия кожи, в редких случаях явления бронхоспазма, анафилактические реакции.

## Противопоказания
Противопоказания и общие меры предосторожности такие же, как для других недеполяризующих мышечных релаксантов.

## Форма выпуска
Форма выпуска: 1% раствор (прозрачная бледно-жёлтого цвета жидкость) в ампулах по 5 и 2,5 мл (50 и 25 мг).